# Elektronen energieverlies spectroscopie

Experimenteel spectrum van elektronen-energieverlies, met de belangrijkste kenmerken: nulverliespiek, plasmonpieken en kernverliesrand.

Elektronen-energieverlies-spectroscopie (EELS) is een materiaalkarakteriseringstechniek, die kan worden gebruikt in combinatie met een transmissie-elektronenmiscroscoop (TEM).
Bij EELS wordt een materiaal blootgesteld aan een elektronenstraal met een bekend en smal bereik aan kinetische energieën. Sommige elektronen ondergaan een inelastische verstrooiing, wat betekent dat ze energie en momentum verliezen aan het materiaal en ze afwijken van het pad van de bundel. De hoeveelheid energieverlies kan worden gemeten via een elektronenspectrometer en geïnterpreteerd in termen van de oorzaak van het energieverlies. Inelastische interacties omvatten het aanslaan van fononen, inter- en intra-band overgangen, aangeslagen plasmonen, binnenschil ionisaties en Cherenkov straling. De ionisaties in de binnenschil zijn bijzonder nuttig voor het detecteren van de opbouw van elementen in een materiaal. Je zou bijvoorbeeld kunnen ontdekken dat een groter dan verwacht aantal elektronen met 285eV minder energie door het materiaal heen komt dan ze hadden voordat ze het materiaal binnengingen. Dit is ongeveer de hoeveelheid energie die nodig is om een binnenschaalelektron uit een koolstofatoom te verwijderen, wat kan worden beschouwd als bewijs dat er een aanzienlijke hoeveelheid koolstof in het monster aanwezig is. Met enige zorg, en kijkend naar een breed scala aan energieverliezen, kan men bepalen welke soorten atomen en het aantal atomen van elk type door de bundel worden getroffen. De verstrooiingshoek (dat wil zeggen, de mate waarin het pad van het elektron wordt afgebogen) kan ook worden gemeten, waardoor informatie wordt verkregen over de dispersierelatie van de materiaalexcitatie die de inelastische verstrooiing veroorzaakte.

## Geschiedenis
De techniek is ontwikkeld door James Hillier en RF Baker in het midden van de jaren '40 maar werd de volgende 50 jaar niet veel toegepast, pas in de jaren negentig werd de techniek op grotere schaal gebruikt in het onderzoek als gevolg van de vooruitgang in microscoopinstrumentatie en vacuümtechnologie. Nu moderne instrumenten op grote schaal beschikbaar komen in laboratoria over de hele wereld, zijn de technische en wetenschappelijke ontwikkelingen vanaf het midden van de jaren negentig snel gegaan. De techniek kan profiteren van moderne aberratie-gecorrigeerde sondevormingssystemen om ruimtelijke resoluties tot ~ 0,1 nm te bereiken, terwijl met een monogechromeerde elektronenbron en / of zorgvuldige deconvolutie de energieresolutie 0,1 eV of beter kan zijn. Dit heeft gedetailleerde metingen van de atomaire en elektronische eigenschappen van enkele kolommen met atomen mogelijk gemaakt, en in enkele gevallen metingen van enkele atomen.

## Varianten

Voorbeeld van ionisatierand van de binnenschil (kernverlies) EELS-gegevens van La _{0.7} Sr _{0.3} MnO _{3}, verkregen op een raster transmissie-elektronenmicroscoop.

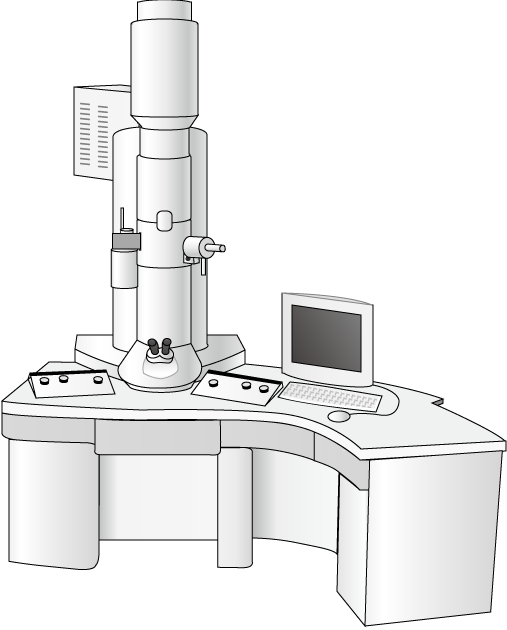
Schematische opstelling van een transmissie-elektronenmicroscoop.

Er zijn verschillende methodes van EELS, voornamelijk geclassificeerd door de geometrie en door de kinetische energie van de invallende elektronen (meestal gemeten in kilo-elektronenvolt of keV). Waarschijnlijk de meest voorkomende methode is transmissie-EELS, waarbij de kinetische energieën typisch 100 tot 300 keV zijn en de invallende elektronen volledig door het materiaalmonster heen gaan. Meestal gebeurt dit in een transmissie-elektronenmicroscoop (TEM), hoewel er enkele speciale systemen bestaan die extreme resolutie mogelijk maken in termen van energie- en momentumoverdracht ten koste van ruimtelijke resolutie (MREELS).
Andere methodes zijn onder meer reflectie EELS (inclusief reflectie hoogenergetische elektronen energieverlies spectroscopie (RHEELS)), typisch bij 10 tot 30 keV, en afstandelijke EELS (soms near-field EELS genoemd), waarbij de elektronenbundel in feite niet van het monster afketst, maar ermee via de Coulomb-interactie op lange afstand interageert. Afzijdig EELS is bijzonder gevoelig voor oppervlakte-eigenschappen, maar is beperkt tot zeer kleine energieverliezen, zoals die van interactie met oppervlakteplasmonen of directe interbandovergangen.

## Elektronen Energieverlies spectrum
Het spectrum van elektron enenergieverlies (EEL) kan grofweg worden opgesplitst in twee verschillende energie spectra: het spectrum met lage verliezen (tot ongeveer 50 eV aan energieverlies) en het spectrum met hoge verliezen. Het lage-verlies spectrum bevat zowel de nul-verlies piek (waar elektronen zonder interactie door het monster schieten) als de plasmon-pieken en bevat informatie over de bandstructuur en diëlektrische eigenschappen van het monster. Het hoge-verlies spectrum bevat de ionisatieranden die ontstaan door ionisaties van de binnenschil in het monster. Deze zijn kenmerkend voor de elementen die in het monster aanwezig zijn en kunnen worden gebruikt om informatie over de chemie van een monster te verkrijgen.

## Dikte metingen
EELS maakt een snelle en betrouwbare meting van de lokale dikte van het monster in transmissie-elektronenmicroscopie mogelijk. De meest efficiënte procedure is de volgende:
- Meet het energieverlies spectrum in het energiebereik van ongeveer −5 tot 200 eV (des te breder des te beter). Een dergelijke meting is snel (milliseconden) en kan dus worden toegepast op materialen die normaal onstabiel zijn onder elektronenbundels.
- Analyseer het spectrum: (i) verwijder zero-loss peak (ZLP) met behulp van standaardprocedures; (ii) bereken integralen onder de ZLP ({\displaystyle I_{0}}) en onder het hele spectrum ({\displaystyle I}).
- De dikte {\textstyle t} wordt berekend als {\displaystyle MFP\cdot \ln {\frac {I}{I_{0}}}}. Hier is MFP het gemiddelde vrije pad van inelastische elektronenverstrooiing, die in tabelvorm is weergegeven voor de meeste elementaire vaste stoffen en oxiden.[9]

De ruimtelijke resolutie van deze procedure wordt beperkt door de plasmonlokalisatie en is ongeveer 1 nm, wat betekent dat ruimtelijke diktekaarten kunnen worden gemeten in raster transmissie-elektronenmicroscopie met ~ 1 nm resolutie.